# Maui Airlines
Maui Airlines (im Markenauftritt zeitweise auch Samoa Air) war eine US-amerikanische Fluggesellschaft, die ihren Betrieb im Dezember 1988 eingestellt hat. Aus ihrer im Jahr 1986 in Pago Pago (Amerikanisch-Samoa) eingerichteten Firmensparte ging die Fluggesellschaft Samoa Aviation hervor.

## Geschichte
Maui Airlines wurde im Jahr 1984 von dem Unternehmer Caleb K. Zia gemeinsam mit Privatinvestoren in Newport Beach (Kalifornien) gegründet. Die Aufnahme des Flugbetriebs erfolgte am 1. Februar 1985 mit einer Piper PA-31-350 Navajo und einer De Havilland Canada DHC-6-200 Twin Otter. Die Gesellschaft setzte ihre Maschinen vom Flughafen Kahului auf der hawaiischen Insel Maui im Linienverkehr nach Honolulu sowie Kamulea ein und führte daneben auch Charterflüge durch. Am 30. April 1986 beendete Maui Airlines den verlustbringenden Flugbetrieb auf Hawaii.
Die Gesellschaft verlegte gleichzeitig den Geschäftssitz nach Guam, wo sie vom Guam International Airport ausgehende Verbindungen nach Rota, Saipan und Tinian beflog. Parallel dazu eröffnete Maui Airlines eine Zweigniederlassung auf dem Pago Pago International Airport in Amerikanisch-Samoa und führte ab Juli 1986 von dort ausgehende regionale Liniendienste unter dem Markenauftritt Samoa Air durch. Anfang 1987 beschäftigte das Unternehmen an den zwei Standorten 58 Mitarbeiter und betrieb eine aus zwei Piper PA-31-350 sowie vier geleasten DHC-6 Twin Otter bestehende Flotte. Wegen des defizitären Flugbetriebs auf Guam lagerten die Gesellschafter die Firmensparte in Amerikanisch-Samoa zum Jahresbeginn 1988 als eigenständiges Unternehmen aus, woraus die Fluggesellschaft Samoa Aviation entstand. Maui Airlines stellte ihren Betrieb im Dezember 1988 aus wirtschaftlichen Gründen ein und wurde im Anschluss aufgelöst.

## Flotte
- De Havilland DHC-6-100, DHC-6-200 und DHC-6-300 Twin Otter
- Piper PA-31-350 Navajo